# Grace Zabriskie
Grace Zabriskie (născută Caplinger; n. 17 mai 1941, parohia Orleans⁠(d), Louisiana, SUA) este o actriță americană. Aceasta este cunoscută pentru următoarele roluri: Sarah Palmer în Twin Peaks (1990–1991; 2017) și lungmetrajul Twin Peaks - Ultimele șapte zile ale Laurei Palmer (1992), Lois Henrickson în Big Love⁠(d) și Juana Durango în Wild at Heart⁠(d) (1990). De asemenea, a apărut în Inland Empire (2006),  Norma Rae (1979), Ofițer și gentleman (1982), Nickel Mountain⁠(d) (1984), The Big Easy⁠(d) (1986), Leonard Part 6⁠(d) (1987), Drugstore Cowboy⁠(d) (1989), Child's Play 2 (1990), My Own Private Idaho (1991), Fried Green Tomatoes⁠(d) (1991), Even Cowgirls Get the Blues⁠(d) (1993), Armageddon ( 1998), Gone in 60 Seconds⁠(d) (2000), The Grudge (2004), Seinfeld, Charmed și Ray Donovan⁠(d).

## Biografie
Zabriskie s-a născut în New Orleans, Louisiana, fiica lui Marion Grace (născută Zabriskie) - din Wyckoff, New Jersey - și a lui Roger Thomas „Tom” Caplinger. Mama sa era de origine poloneză-olandeză și era rudă cu industriașul feroviar James Zabriskie. A declarat într-un interviu că familia sa a fost vizitată de Tennessee Williams, Gore Vidal și Truman Capote. Tatăl său era proprietarul celebrului bar pentru homosexuali din cartierul francez Cafe Lafitte in Exile⁠(d).
La începutul anilor 1960, Zabriskie făcea parte din cercul de prieteni al lui Kerry Wendell Thornley⁠(d) din New Orleans. La un moment dat, Thornley a început să scris un roman despre ea intitulat Can Grace Come Out and Play? Acesta a susținut ulterior că au avut o „aventură/prietenie/rivalitate/joc-egocentric discontinuu pe parcursul a opt ani”, însă Zabriskie a caracterizat totul drept „patru minute și jumătate în pat”.
Sora sa, Lane Caplinger, a lucrat ca dactilografă în biroul procurorului districtual Jim Garrison⁠(d) din New Orleans. Se bănuiește că aceasta a produs pe ascuns toate cele cinci copii ale primei ediții a Principia Discordia⁠(d) din 1965.

## Cariera
După debutul în film cu rolul din Norma Rae, Zabriskie a continuat să apară în zeci de proiecte cinematografice, inclusiv în filmul horror Galaxia terorii (1981) și în miniseria⁠(d) East of Eden. Au urmat The Private Eyes⁠(d), An Officer and a Gentleman, Nickel Mountain și The Burning Bed⁠(d). A avut un rol minor, dar crucial, în finalul celui de-al cincilea sezon al telenovelei Knots Landing⁠(d).  În 1988, a interpretat-o pe Eva Barrett, iubita lui Richard Mulligan, în sitcomul de succes NBC Empty Nest⁠(d).
A apărut în Drugstore Cowboy⁠(d) (1989), Fried Green Tomatoes⁠(d) (1991), The Passion of Darkly Noon⁠(d) (1995) și a fost Grace Poole, proprietara orfelinatului, în Child's Play 2.
Zabriskie este cunoscută cu precăderepentru rolurile sale din televiziune. După telenovela Santa Barbara⁠(d), a apărut atât în Twin Peaks, cât și în lungmetrajul Twin Peaks - Ultimele șapte zile ale Laurei Palmer în rolul personajului Sarah Palmer. A apărut și în alte proiecte dezvoltate de David Lynch precum Wild at Heart⁠(d) (1990) și Inland Empire (2006).
De asemenea, aceasta este cunoscută pentru interpretarea doamnei Ross⁠(d), mama lui Susan Ross (logodnica lui George Costanza⁠(d)) în sitcomul Seinfeld. Tatăl lui Susan a fost interpretat de Warren Frost, fostul ei coleg pe platourile de filmare ale serialului Twin Peaks.
A apărut în episodul „S’ain’t Valentine’s” al serialului Trăsniții din Queens în rolul mamei alcoolice a personajului Spence Olchin (Patton Oswalt⁠(d)). A fost singura sa apariție, fiind înlocuită ulterior cu actrița Anne Meara⁠(d). De asemenea, a apărut de două ori în serialul Farmece.
Zabriskie a lucrat în radio alături de dramaturgul Joe Frank⁠(d). În episodul „Home (Original)” din emisiunea lui Frank, acesta vorbește pe larg despre copilăria sa din New Orleans și despre tatăl său.
Aceasta a apărut în remake-ul american The Grudge (2004). Din 2006 până în 2011, a interpretat-o pe Lois Henrickson în serialul HBO Big Love.
Alte roluri de televiziune includ Mama Disp în The Killing⁠(d) (2013), Miss Monassian în Ray Donovan (2015), Mildred în Outcast⁠(d) (2016), doamna Baković în Santa Clarita Diet⁠(d) (2017), Enid în Ballers⁠(d) (2018), bunica lui John în The Alienist⁠(d) (2018) și Camille D'Amato în Mike⁠(d) (2022).
În 2020, a apărut în videoclipul melodiei „Youth” al formației Grouplove⁠(d).

## Viața personală
În mai 1963, s-a căsătorit cu John Dunham MacEachron. Zabriskie are două fiice: Helen și Marion Lane. În 1993, Helen a murit de limfom Hodgkin. Marion a murit în 2019 la vârsta de 56 de ani de cancer.

## Filmografie
| An   | Titlu                              | Rol                        | Note                 |
| ---- | ---------------------------------- | -------------------------- | -------------------- |
| 1978 | They Went That-A-Way & That-A-Way  | Lem's Wife                 |                      |
| 1979 | Norma Rae                          | Linette Odum               |                      |
| 1980 | The Private Eyes                   | Nanny                      |                      |
| 1981 | Galaxy of Terror                   | Captain Trantor            |                      |
| 1982 | An Officer and a Gentleman         | Esther Pokrifki            |                      |
| 1984 | Nickel Mountain                    | Ellie Wells                |                      |
| 1984 | Body Rock                          | Chilly's Mother            |                      |
| 1986 | The Big Easy                       | Mama                       |                      |
| 1987 | Rampage                            | Naomi Reece                |                      |
| 1987 | Leonard Part 6                     | Jefferson                  |                      |
| 1988 | The Boost                          | Sheryl                     |                      |
| 1989 | Drugstore Cowboy                   | Bob's Mother               |                      |
| 1990 | Megaville                          | Mrs. Jessica Palinov       |                      |
| 1990 | Wild at Heart                      | Juana Durango              |                      |
| 1990 | Child's Play 2                     | Grace Poole                |                      |
| 1991 | Ambition                           | Mrs. Wendy Merrick         |                      |
| 1991 | Servants of Twilight               | Grace Spivey               |                      |
| 1991 | My Own Private Idaho               | Alena                      |                      |
| 1991 | Fried Green Tomatoes               | Eva Bates                  |                      |
| 1992 | The Waterdance                     | Pat                        |                      |
| 1992 | FernGully: The Last Rainforest     | Narrator/Magi Lune (voice) |                      |
| 1992 | Twin Peaks: Fire Walk with Me      | Sarah Palmer               |                      |
| 1992 | Chain of Desire                    | Linda Bailey               |                      |
| 1993 | Stone Soup                         | Olympia                    |                      |
| 1993 | Even Cowgirls Get the Blues        | Mrs. Maria Hankshaw        |                      |
| 1994 | The Last Laugh                     | Louise                     | Scurtmetraj          |
| 1994 | The Crew                           | Gloria Pierce              |                      |
| 1994 | Drop Zone                          | Winona                     |                      |
| 1995 | Desert Winds                       | Jackie's Mother            |                      |
| 1995 | The Passion of Darkly Noon         | Roxy                       |                      |
| 1996 | A Family Thing                     | Ruby                       |                      |
| 1996 | Bastard Out of Carolina            | Granny                     |                      |
| 1997 | Seed                               | Mother's Voice             | Scurtmetraj          |
| 1997 | Psycho Sushi                       | Great Aunt                 |                      |
| 1997 | George B.                          | The Mother                 |                      |
| 1997 | Dead Men Can't Dance               | Brig. Gen. Burke           |                      |
| 1997 | Annie's Garden                     | Mrs. Felicity Barnes       |                      |
| 1997 | Sparkler                           | Sherri                     |                      |
| 1998 | Armageddon                         | Dottie                     |                      |
| 1998 | Dante's View                       | Geraldine                  |                      |
| 1999 | Trash                              | Mrs. Wendy DeMarie         |                      |
| 1999 | A Texas Funeral                    | Murtis                     |                      |
| 1999 | Me and Will                        | Edith                      |                      |
| 2000 | Home the Horror Story              | Grace Parkinson            |                      |
| 2000 | A Fate Foretold                    | Olga                       | Scurtmetraj          |
| 2000 | Puppy Love                         | Jeanette Foley             | Scurtmetraj          |
| 2000 | Gone in 60 Seconds                 | Helen Raines               |                      |
| 2001 | They Crawl                         | Mrs. Gage                  |                      |
| 2002 | R.S.V.P.                           | Mary Franklin              |                      |
| 2002 | No Good Deed                       | Mrs. Karen Quarre          |                      |
| 2003 | The Wind Effect                    | Allison                    | Scurtmetraj          |
| 2004 | The Last Letter                    | Mrs. Stella Allison        |                      |
| 2004 | Chrystal                           | Gladys                     |                      |
| 2004 | The Grudge                         | Emma                       |                      |
| 2004 | Sabine and the Two-Headed Baby     | Sabine                     | Scurtmetraj          |
| 2006 | Inland Empire                      | Visitor #1                 |                      |
| 2007 | Careless                           | Adrienne                   |                      |
| 2007 | License to Wed                     | Grandma Jones              |                      |
| 2007 | Alternate Endings                  | Mom                        | Scurtmetraj          |
| 2008 | The Brothel                        | Madam                      |                      |
| 2009 | Bob Funk                           | Mrs. June Funk             |                      |
| 2009 | My Son, My Son, What Have Ye Done? | Mrs. Joan McCullum         |                      |
| 2013 | Wrong Cops                         | Donna                      |                      |
| 2013 | Trancers: City of Lost Angels      | The Warden                 | Scurtmetraj          |
| 2014 | Blind Malice                       | Nanna                      |                      |
| 2014 | The Judge                          | Mrs. Anita Blackwell       |                      |
| 2014 | The Makings of You                 | Margaret                   | a.k.a. Never My Love |
| 2015 | Only Child                         | Delores                    |                      |
| 2015 | Christmas at Rosemont              | Josephine                  |                      |
| 2019 | Polaroid                           | Lena Sable                 |                      |
| 2021 | Cryptozoo                          | Joan (voice)               |                      |

| An              | Titlu                                               | Rol                 | Note                                                               |
| --------------- | --------------------------------------------------- | ------------------- | ------------------------------------------------------------------ |
| 1978            | The Million Dollar Dixie Deliverance                | Widow Cummins       | Film de televiziune                                                |
| 1979            | Concrete Cowboys                                    | Mrs. Kate Barnaby   | Episodul: "Concrete Cowboys"                                       |
| 1979            | Freedom Road                                        | Ruth Lait           | Film de televiziune                                                |
| 1980            | CBS Afternoon Playhouse                             |                     | Episodul: "Lost in Death Valley"                                   |
| 1980            | Blinded by the Light                                | Emily               | Film de televiziune                                                |
| 1981            | East of Eden                                        | Mrs. Catherine Ames | Miniserie de televiziune                                           |
| 1981            | Hart to Hart                                        | Ethyl               | Episodul: "A Couple of Harts"                                      |
| 1982            | The Executioner's Song                              | Kathryne Baker      | Film de televiziune                                                |
| 1983            | Tales of the Gold Monkey                            | Dr. Clouet          | Episodul: "Last Chance Louie"                                      |
| 1983            | M.A.D.D.: Mothers Against Drunk Drivers             | Silvie Alice Kohler | Film de televiziune                                                |
| 1983            | Cagney & Lacey                                      | Adele               | Episodul: "Affirmative Action"                                     |
| 1984            | My Mother's Secret Life                             | Maggie Ryan         | Film de televiziune                                                |
| 1984            | Knots Landing                                       | Chambermaid         | Episodul: "Negotiations"                                           |
| 1984            | The Burning Bed                                     | Flossie Hughes      | Film de televiziune                                                |
| 1984            | Paper Dolls                                         | Cathy               | Episodul: "1.8"                                                    |
| 1985            | ABC Afterschool Special                             | Mrs. Linton         | Episodul: "One Too Many"                                           |
| 1985            | Santa Barbara                                       | Theda Bassett       | 17 episoade                                                        |
| 1985            | North Beach and Rawhide                             | Hearings Officer    | Film de televiziune                                                |
| 1985            | Shadow Chasers                                      | Mary Komatar        | Episodul: "Shadow Chasers: Part 1"                                 |
| 1986            | Hill Street Blues                                   | Terry Sylvestri     | Episodul: "Das Blues" Episodul: "Scales of Justice"                |
| 1986            | Cagney & Lacey                                      | Eva Sikorski        | Episodul: "Model Citizens"                                         |
| 1987            | Falcon Crest                                        | Mabel Burton        | Episodul: "When the Bough Breaks" Episodul: "The Cradle Will Fall" |
| 1987            | Mistress                                            | Deanie              | Film de televiziune                                                |
| 1988            | The Bronx Zoo                                       | Mrs. Barris         | Episodul: "Ties That Bind"                                         |
| 1988            | My Father, My Son                                   | Mouza               | Film de televiziune                                                |
| 1988            | Shooter                                             | Sister Marie        | Film de televiziune                                                |
| 1988            | Empty Nest                                          | Eva Barrett         | Episodul: "Pilot"                                                  |
| 1989            | The Ryan White Story                                | Gloria White        | Film de televiziune                                                |
| 1989            | Unsub                                               | Alma                | Episodul: "White Bone Demon"                                       |
| 1989            | A Deadly Silence                                    | Psychologist        | Film de televiziune                                                |
| 1989            | Moonlighting                                        | Rita                | Episodul: "In 'N Outlaws"; uncredited                              |
| 1990            | Tales from the Crypt                                | Mrs. Colbert        | Episodul: "The Secret"                                             |
| 1990            | Hometown Boy Makes Good                             | Helen Geary         | Film de televiziune                                                |
| 1990–1991       | Twin Peaks                                          | Sarah Palmer        | 13 episoade                                                        |
| 1991            | Prison Stories: Women on the Inside                 | Genevieve           | Film de televiziune                                                |
| 1991            | Blood Ties                                          | The Woman           | Film de televiziune                                                |
| 1991            | Intimate Stranger                                   | Dana P. Ashley      | Film de televiziune                                                |
| 1992            | Freshman Dorm                                       |                     | Episodul: "Pilot"                                                  |
| 1992            | A House of Secrets and Lies                         | Ruby                | Film de televiziune                                                |
| 1992, 1996–1998 | Seinfeld                                            | Mrs. Ross           | 5 episoade                                                         |
| 1993            | Bonds of Love                                       | Emma                | Film de televiziune                                                |
| 1993            | Miracle Child                                       | Adeleine Newberry   | Film de televiziune                                                |
| 1993            | Black Widow Murders: The Blanche Taylor Moore Story | Ethel               | Film de televiziune                                                |
| 1993            | Banner Times                                        | Momma               | Film de televiziune                                                |
| 1993            | Double Deception                                    | Dr. Kester          | Film de televiziune                                                |
| 1993            | Sirens                                              | Female Store Owner  | Episodul: "Keeping the Peace"                                      |
| 1993            | Angel Falls                                         | Cuema               | Episodul: "Fall from Grace"                                        |
| 1994            | Lifestories: Families in Crisis                     | Sandy Henry         | Episodul: "A Body to Die For: The Aaron Henry Story"               |
| 1995            | Crazy for a Kiss                                    | Pearl Kinross       | Film de televiziune                                                |
| 1995            | Children of the Dust                                | Rose                | Film de televiziune                                                |
| 1995            | Under Suspicion                                     | Lily Cassins        | Episodul: "Hostage Standoff" Episodul: "Wrongful Shooting"         |
| 1995            | Empty Nest                                          | Scarlett            | Episodul: "Life Goes On: Part 1" Episodul: "Life Goes On: Part 2"  |
| 1995            | Fallen Angels                                       | Virna               | Episodul: "The Black Bargain"                                      |
| 1995            | NYPD Blue                                           | Wanda Padzik        | Episodul: "The Bookie and the Kooky Cookie"                        |
| 1996            | A Promise to Carolyn                                | Francie Harper      | Film de televiziune                                                |
| 1996            | Second Noah                                         | Mrs. Cheval         | Episodul: "Stormy Weather"                                         |
| 1996            | Murder at My Door                                   | Grandma             | Film de televiziune                                                |
| 1996            | The Burning Zone                                    | Retired CIA Agent   | Episodul: "Touch of the Dead"                                      |
| 1997            | NYPD Blue                                           | Millie Banks        | Episodul: "A Remington Original"                                   |
| 1997            | High Incident                                       | Mattie              | Episodul: "Remote Control"                                         |
| 1997            | Over the Top                                        | Dolly               | Episodul: "The Southern Story"                                     |
| 1997            | The Devil's Child                                   | Rose DeMarco        | Film de televiziune                                                |
| 1998            | Dharma & Greg                                       | Naomi               | Episodul: "It Takes a Village"                                     |
| 1998            | Houdini                                             | Mrs. Weiss          | Film de televiziune                                                |
| 1998            | Profiler                                            | Mrs. Boudreaux      | Episodul: "The Sum of Her Parts"                                   |
| 1999            | The King of Queens                                  | Veronica            | Episodul: "S'ain't Valentine's"                                    |
| 2000            | Jesse                                               | Grandma Rose        | Episodul: "Jesse Gives Birth"                                      |
| 2000            | The West Wing                                       | Isobel              | Episodul: "In the Shadow of Two Gunmen: Part II"                   |
| 2002            | The Guardian                                        | Judith              | Episodul: "The Dead"                                               |
| 2002            | The Glow                                            | Sylvia Goodstein    | Film de televiziune                                                |
| 2002–2003       | John Doe                                            | Yellow Teeth        | 6 episoade                                                         |
| 2003            | Charmed                                             | The Crone           | Episodul: "Baby's First Demon" Episodul: "Sense and Sense Ability" |
| 2005            | Medium                                              | Connie Buckley      | Episodul: "The Other Side of the Tracks"                           |
| 2006–2011       | Big Love                                            | Lois Henrickson     | 52 de episoade                                                     |
| 2013            | The Killing                                         | Mama Dips           | 3 episoade                                                         |
| 2015            | Ray Donovan                                         | Miss Monassian      | 6 episoade                                                         |
| 2016            | Outcast                                             | Mildred             | 4 episoade                                                         |
| 2017            | Santa Clarita Diet                                  | Mrs. Baković        | 2 episoade                                                         |
| 2017            | Twin Peaks                                          | Sarah Palmer        | 6 episoade                                                         |
| 2018            | The Alienist                                        | John's Grandmother  | 4 episoade                                                         |
| 2018            | Ballers                                             | Enid                | 2 episoade                                                         |
| 2019            | Hot Streets                                         | Senkah (voce)       | Episodul: "Super Agent 2"                                          |
| 2022            | Mike                                                | Camille D'Amato     | 3 episoade                                                         |

| An   | Titlu      | Rol            | Note |
| ---- | ---------- | -------------- | ---- |
| 1993 | Voyeur     | Margaret Hawke |      |
| 2022 | The Quarry | Eliza Vorez    |      |